# 奧地利的瑪格麗特·索菲
奧地利的瑪格麗特·索菲（德語：Margarete Sophie von Österreich，1870年5月13日—1902年8月24日），卡爾·路德維希大公的長女、奧地利皇帝法蘭茲·約瑟夫一世的姪女。

## 家庭
1893年，瑪格麗特·索菲與符騰堡的阿爾布雷希特結婚，兩人共有3子3女：
1. 菲利普·阿爾布雷希特（1893年—1975年）
2. 阿爾布雷希特·歐根（1895年—1954年）
3. 卡爾·亞歷山大(符騰堡)（1896年—1964年）
4. 瑪麗亞·艾瑪莉亞（1897年—1923年）
5. 瑪麗亞·特蕾莎（1898年—1928年）
6. 瑪格麗塔·瑪麗亞（1902年—1945年）